# Thompson Falls (Montana)
Thompson Falls es una ciudad ubicada en el condado de Sanders en el estado estadounidense de Montana. En el Censo de 2010 tenía una población de 1313 habitantes y una densidad poblacional de 293,54 personas por km².

## Geografía
Thompson Falls se encuentra ubicada en las coordenadas 47°35′57″N 115°20′24″O / 47.59917, -115.34000. Según la Oficina del Censo de los Estados Unidos, Thompson Falls tiene una superficie total de 4.47 km², de la cual 4.47 km² corresponden a tierra firme y (0%) 0 km² es agua.

## Demografía
Según el censo de 2010, había 1313 personas residiendo en Thompson Falls. La densidad de población era de 293,54 hab./km². De los 1313 habitantes, Thompson Falls estaba compuesto por el 94.9% blancos, el 0.23% eran afroamericanos, el 1.6% eran amerindios, el 0.53% eran asiáticos, el 0% eran isleños del Pacífico, el 0.61% eran de otras razas y el 2.13% pertenecían a dos o más razas. Del total de la población el 1.6% eran hispanos o latinos de cualquier raza.